# 武蔵野新田
武蔵野新田（むさしのしんでん）は、江戸時代に開発された新田。享保の改革の一環として展開された新田開発政策において、武蔵野台地を中心に開発された享保期新田の総称で、享保期以前に設定された新田はこれに含まれない。総石高は1万2,600石余。
武蔵国の多摩郡・入間郡・新座郡・高麗郡の4つの郡にまたがるもので、計82の農村がここに開拓された。その内訳は、多摩郡 40村、入間郡 19村、新座郡 4村、高麗郡 19村となっており、水田は少なく、陸田が多かった。新田出百姓の総戸数は元文4年当時で1,300程度。
関東ローム層に覆われた武蔵野台地は土地が痩せていたため、百姓たちの生活は困窮し離散する者も多かったが、徐々に生産性が高まって生活も安定し、新田村として発展していった。

## 沿革
享保の改革期に、江戸幕府は財政再建策の一環として、幕府領の耕地拡大による年貢米の増収を図ろうとした。
享保7年（1722年）の6月、南町奉行の大岡忠相と北町奉行の中山時春は、関東周辺の農政を掌る関東地方御用掛（かんとうじかたごようがかり）に任命された。地方御用掛として大岡は、治水や灌漑事業などに関する技能を持つ者（地方巧者と呼ばれた）を多数登用して、農業には不向きな土地の開発に着手する。その役人集団の主な活躍の場が、武蔵野新田であった。
- 享保7年 : 小普請の岩手信猶と荻原乗秀[注釈 2]の2名が関東支配代官に任命され、大岡の配下として新田開発と支配を担当する[7][8]。
- 享保12年（1727年）: 元浪人の小林平六と野村時右衛門[注釈 3]が「新田開発方役人」となって新田場経営を行い、家作料や農具料を支給するが、農民の生活は安定せず年貢の未納が続く[8][9]。
- 享保14年（1729年）7月 : 田中休愚右衛門喜古が、武蔵国多摩郡・埼玉郡の3万石の地の支配を担当する。同年12月、小林と野村が年貢金滞納と700両の引負金を理由に、罷免・追放となる。2人が担当していた新田場は岩手と荻原が支配することとなり、小林・野村の年貢増徴策を修正するが年貢の未納状況は続く[8][9][10]。
- 享保15年（1730年）3月1日 : 田中喜古の子・田中喜乗が病没した父の跡を継いで、喜古が支配していた多摩郡・埼玉郡3万石の支配を担当する[8][9]。
- 享保17年（1732年）6月 : 南町奉行所の与力であった上坂安左衛門政形が武蔵野新田を支配する代官に抜擢される。上坂は開発料・施設費用・御救金など新田育成資金を投入する[8][11][12]。
- 享保19年（1734年）3月 : 上坂が武蔵野新田のほぼ全域にあたる9万4,000石を支配[8][11]。
- 元文元年（1736年）: 上坂が勘定所の役人と共同で武蔵野新田の検地を実施。大岡が検地奉行を担当して、広範囲にわたる検地が行われる[1][8][11][13]。
- 元文3年（1738年）: 新田場は大凶作に見舞われる。大岡から指示を受けた上坂は、押立村の名主・川崎平右衛門と協力して現地の農民救済を行う[8][14]。
- 元文4年（1739年）8月 : 平右衛門が「南北武蔵野新田世話役」に任命され、正式に上坂の配下となる[15]。
- 元文5年（1740年） : 上坂の支配から離れ、独自に新田経営を行う権限を与えられる。平右衛門の指揮の下、資金投下や現地に密着したきめ細かい施策の数々で、新田経営は安定し軌道に乗る[8][16]。
- 延享元年（1744年）: 大岡忠助は地方御用掛の辞意を表明、翌2年（1745年）5月には辞職を認められ、以後は武蔵野新田は関東郡代伊奈氏の支配となる[8]。